# Franciszek Surmiński
Franciszek Surmiński (* 5. Dezember 1934 in Dmuchawiec, Ukraine; † 2. Oktober 2021 in Prudnik) war ein polnischer Radrennfahrer und nationaler Meister im Radsport.

## Sportliche Laufbahn
Surmiński war im Straßenradsport und im Querfeldeinrennen (heutige Bezeichnung Cyclocross) aktiv. 1963 gewann er das Rennen Małopolski Wyścig Górski, 1967 wurde er Zweiter hinter Henryk Woźniak. In der Polen-Rundfahrt holte er 1960, 1961, 1964 und 1970 Etappensiege. 1960 wurde er 7. der Rundfahrt, dies war sein bestes Resultat bei seinen Starts. 1961 wurde er 31. im britischen Milk Race, 1963 wurde er dort  26., 1965 20., 1968 35. und 1970 49. 1964 gewann er zwei Etappen in der Marokko-Rundfahrt. In der Tour de l’Avenir 1964 kam er auf den 46. Rang.
1969 siegte er in der nationalen Meisterschaft im Querfeldeinrennen. 1962 war er Vizemeister geworden, 1968 dann Dritter.

## Berufliches
Nach seiner aktiven Karriere wurde er Trainer und betreute u. a. Stanisław Szozda und Edward Barcik. 2000 wurde er mit dem Orden Ritterkreuz des Ordens Polonia Restituta ausgezeichnet. 2020 wurde er Ehrenbürger von Prudnik.